# CFEI-FM
CFEI-FM, mieux connu sous le nom de O 106,5, est une station de radio québécoise située dans la ville de Saint-Hyacinthe diffusant à la fréquence 106,5 MHz sur la bande FM avec une puissance de 3 000 watts à partir de Sainte-Rosalie. Elle appartient à Arsenal Media et fait partie du réseau O.

## Historique
Radio St-Hyacinthe, qui opère la station CKBS AM 1240, obtient le 21 janvier 1987 une licence de radiodiffusion du CRTC à la fréquence 106,5 MHz d'une puissance de 3 000 watts. CFEI-FM est entré en ondes le 30 mars 1988.
CFEI-FM a été vendu peu après son lancement à Cogeco, puis vendu à une compagnie à numéro en 1996. L'antenne fut déménagée au sommet du Mont Rougemont pour un meilleur signal. Lucien Rémillard a acheté CFEI-FM en 1999 et l'a revendu à Astral Media en 2001. Le CRTC a refusé en 2003 et en 2006 les demandes d'augmenter la puissance de CFEI-FM.
CFEI-FM est la station du réseau Boom FM depuis sa création le 1er mai 2003.

### Bell Canada
Le 16 mars 2012, Bell Canada (BCE) annonce son intention de faire l'acquisition d'Astral Média, incluant le réseau Boom FM, pour 3,38 milliards de dollars. La transaction a été refusée par le CRTC. Bell Canada a alors déposé une nouvelle demande le 4 mars 2013, qui a été approuvée le 27 juin 2013.
Le 10 janvier 2013, Boom FM congédie quatre animateurs de CFZZ et CFEI, et diffuse sa programmation entièrement en réseau à partir de St-Jean ou St-Hyacinthe.
Le 26 juin 2017, Bell Média Inc. annonce la nomination d'un nouveau directeur général en la personne de monsieur Éric Latour. Ce dernier effectue un retour chez Bell Média après avoir dirigé le service de l'information de 2005 à 2015. Il est reconnu pour avoir une grande sensibilité à l'égard des communautés locales et régionales. Dans la Journée nationale des Patriotes / Fête de la Reine en 2018, CFEI-FM et CFZZ-FM sont maintenant un format soft AC/soft rock.

### Arsenal Media
Le 8 février 2024, Bell Média annonce la vente de la station à Arsenal Media. Arsenal a l'intention de désaffilier CFEI, qui rejoindra son réseau O. La transaction est approuvée le 11 mars 2025 et rejoint le réseau O le 22 avril 2025.

## Programmation
Lundi-Jeudi
0h00 Le meilleur de la musique
6h00 Les 100 000 matins avec Francis Lemieux et Marie-Pier Yelle
9h00 Le meilleur de la musique avec Marie-Pier Yelle 
12h00 Les grands bazous avec Richard Z. Sirois
13h00 Le meilleur de la musique avec Caroline Marion
16h00 Le trafic avec Caroline Marion
18h00 Les Hits avec Tommy Coderre

## Slogans
- En Montérégie, le meilleur de la musique!

## Animateurs
- Caroline Marion
- Marie-Pier Yelle
- Charles Noël
- Alexandre Bergeron
- Tommy Coderre
- Hughes Létourneau
- Francis Lemieux
- Richard Z. Sirois
- Jean-Marie Corbeil

## Journalistes
- Ghislain Plourde

## Programmation
- Isabelle Fortier, directrice générale des O en Montérégie pour Arsenal Media (2025 à aujourd'hui)
- Éric Latour, directeur général de BoomFM sous Bell Média (2017-2025)

## Ventes
- Steve Labossière